# Studley Royal
Studley Royal – wieś w Anglii, w North Yorkshire. Leży 3,8 km od miasta Ripon, 37,5 km od miasta York i 307,7 km od Londynu. Studley Royal jest wspomniana w Domesday Book (1086) jako Stollai/Stollei/Stolleia.